# کمیسیون فرصت‌های شغلی برابر
کمیسیون فرصت‌های شغلی برابر (به انگلیسی: Equal Employment Opportunity Commission) (به اختصار:EEOC؛ ئی‌ئی‌ٱسی) یک سازمان فدرال است که به اجرا و اعمال قوانین حقوق مدنی در تبعیض شغل و استخدام می‌پردازد. این سازمان به تحقیق و رسیدگی به شکایات دربارهٔ تبعیضات استخدامی بر پایهٔ نژاد، اصلیت و ملیت، مذهب، جنسیت، سن، معلولیت، گرایش جنسی، هویت جنسی، اطلاعات ژنتیکی فرد و تعیین پاداش برای گزارش، مشارکت و مقابله با اعمال تبعیض‌آمیز می‌پردازد.